# Kepler-5b
Kepler-5b є однією з перших п'яти планет, відкритих космічним кораблем NASA Кеплер. Це екзопланета класу гарячий Юпітер, який обертається навколо субгіганта зірки, масивнішої та більшої, ніж Сонце. Kepler-5 вперше було позначено як місцезнаходження ймовірної транзитної екзопланети, а потім було перекласифіковано як об’єкт інтересу Кеплера, (англ. абревіатура "KOI)" до підтвердження існування екзопланети та багатьох її характеристик. Про її відкриття було оголошено на засіданні Американського астрономічного товариства 4 січня 2010 року. Маса екзопланети приблизно в 1,5 рази більша за масу Юпітер. Він також у п'ятнадцять разів гарячіший за Юпітер.  Kepler-5b обертається навколо Kepler-5 кожні 3,5 дня на відстані приблизно 0,051 а.о. (7,6 Gm ).

## Історія спостережень
Перші дні наукової діяльності космічного корабля «Кеплер» виявили серію транзитних подій, під час яких якесь тіло (наприклад, екзопланета) проходить перед своєю материнською зіркою, а отже, затемнює її. Такі об'єкти були взяті з вхідного каталогу Kepler і перекласифіковані як Об'єкт інтересу Кеплеру.  Kepler-5 був одним із цих об’єктів інтересу, і отримав позначення KOI-18.
Після того, як властивості зірок було встановлено, наукова група Кеплера переконалась, що подія транзиту Kepler-5 не була хибно позитивною, як-от затемнення подвійної зірки. Після того, як було встановлено, що Kepler-5b це екзопланета команда Кеплер шукала затемнення планети за її зіркою, сподіваючись знайти температуру на денній стороні екзопланети. Вони знайшли показники температури на її двох сторонах і змогли встановити середню температуру екзопланети.  Використання спекл-інтерферометрії з використанням адаптивної оптики в обсерваторії WIYN в Аризоні та обсерваторії Паломар в Каліфорнії відокремило зіркове світло Kepler-5 від інших зірок.
Kepler-5, як вважає команда Кеплер, має потенціал для вивчення екзопланет з екстремальними умовами; його висока температура, великий розмір і короткий орбітальний період сприяють екстремальним умовам.  Висновки групи Кеплер, яка також включала планети Kepler-4b, Kepler-6b, Kepler-7b і Kepler-8b, які були оголошені на 215-й зустрічі Американського астрономічного товариства 4 січня 2010 року.

## Материнська зоря
Kepler-5 — це субгігант у сузір’ї Лебедя.  Ця зірка в 1,374 рази більша за масу Сонця (інша модель припускає, що Kepler-5 має масу в 1,21 рази більшу за масу Сонця), Металічність зірки вимірюється як [Fe/H] = 0,04, що означає, що Kepler-5 має в 1,10 рази більше заліза в середині, ніж Сонце.
Видима зоряна величина Kepler-5 13,4, тобто її неможливо побачити неозброєним оком.
Kepler-5b — це гарячий Юпітер з масою, що в 2,114 рази перевищує масу Юпітера, і радіусом, що в 1,431 разів перевищує радіус Юпітера. Це також означає, що Kepler-5b не дуже щільний. Виміряна щільність планети становить 0,894 грам/см 3, менше, ніж у чистої води, і може бути порівняним лише з щільністю Сатурна, яка становить приблизно 0,69 грам/см 3. Рівноважна температура екзопланети становить 1868 K, що робить її в п’ятнадцять разів гарячішою за Юпітер.
Kepler-5b робить повний оберт навколо своєї материнської зірки кожні 3,5485 дня на середній відстані в 0,05064 а.о. Для порівняння, планета Меркурій обертається навколо Сонця на відстані 0,387 астрономічних одиниць кожні 87,97 днів. Крім того, з кутом нахилу орбіти 86,3º Kepler-5b обертається навколо Kepler-5 майже ребром відносно Землі.

## Властивості
Kepler-5b — це екзопланета типу гарячий Юпітер з масою, що в 2,114 рази перевищує масу Юпітера , і радіусом, що в 1,431 разів перевищує радіус Юпітера. Це також означає, що Kepler-5b не дуже щільний. Виміряна щільність планети становить 0,894 г/см 3 , що менше, ніж у чистої води, і її можна порівняти лише з щільністю Сатурна, яка становить приблизно 0,69 г/см 3. Середня температура планети становить 1868 K, що робить її в п’ятнадцять разів гарячішою за Юпітер. 

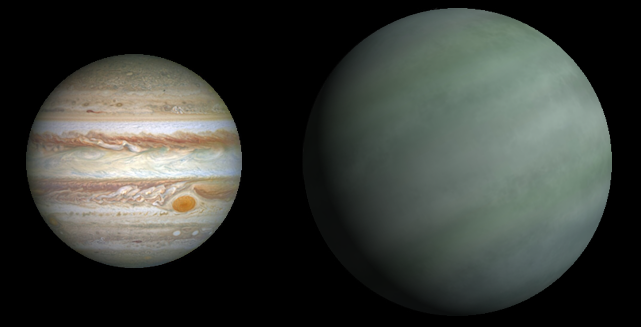
Порівняння розмірів Юпітеру і Kepler-5b

Kepler-5b обертається навколо своєї материнської зорі кожні 3,5485 дня на середній відстані 0,05064 а.о. Для порівняння, планета Меркурій обертається навколо Сонця на відстані 0,387 а.о. кожні 87,97 днів.
Kepler-5b з кутом нахилу орбіти 86,3º обертається навколо Kepler-5 майже ребром відносно Землі.

## Схожі посилання
- Відкриття транзитної планети Кеплер-5b

 Вікісховище має мультимедійні дані за темою: Kepler-5b